# 新幹線大爆破 (2025年の映画)
『新幹線大爆破』（しんかんせんだいばくは、英題：Bullet Train Explosion）は、2025年（令和7年）4月23日にNetflixで配信された日本の映画。監督は樋口真嗣、主演は草彅剛。
1975年（昭和50年）に制作・公開された映画『新幹線大爆破』のリブート版であり、同作の続編としての要素も併せ持っている。 以下、本項目では1975年版を「オリジナル版」、2025年版を「リブート版」と表記する。

## ストーリー
5月23日、盛岡新幹線車両センター青森派出所。盛岡新幹線運輸区所属の車掌・高市和也は、修学旅行で訪れた臺葉工大附属高等学校の生徒たちに、新幹線についての説明を行った後、便乗車掌の藤井慶次とともに、15時17分新青森発東京行きの「はやぶさ60号」（5060B、新幹線E5系電車U75編成）に乗務した。
60号が新青森駅を出発してほどなく同車両に爆弾を仕掛けたという連絡がJR東日本ご意見承りセンターに入った。犯人は列車の速度が100 km/hを下回ると爆発するといい、爆弾が本物であることを証明するため、青ヱ森鉄道線の貨物2074列車にも5 km/h以下で爆発する同種の爆弾を仕掛け、青森東駅で実際に貨物2074列車は大爆発を起こした。
JR東日本新幹線統括本部長・吉村慎之介は、総合指令所の統括指令長・笠置雄一に「はやぶさ60号」以外の列車の退避を命じると共に対応を一任した。
60号が青森県上北郡七戸町を過ぎた頃、指令所の永野および笠置は同車両運転士・松本千花に速度を100 km/h以下に落とさないよう指示した。更に高市には乗客に対して爆弾の存在を公表せず、次の停車駅である八戸駅は運行上の問題で通過扱いとすることを指示した。高市は、青森県上北郡おいらせ町を過ぎた頃、乗客に八戸駅を通過することを伝えた。
指令所に警視庁捜査一課特殊犯捜査係の警部補・川越吉晴が到着した。その後、犯人から指令所に電話が入り、日本国民全員に爆弾の解除料金として1,000億円を要求した。
同指令所には政府から総理補佐官の佐々木健太郎が派遣された。佐々木は直ちに60号の乗客には爆弾の存在を公表するよう指示、高市は爆弾についてのアナウンスを行った。
乗客の野坂らが車掌室に詰め寄り苦情を入れるが、同乗していた衆議院議員・加賀美裕子が彼らをなだめようとした。しかし、ママ活不倫の疑惑がかかっている加賀美の言葉は通じず、高市がその場をおさめた。
一方、内閣官房長官の諏訪茂は会見で「テロリストの要求には応じない」と断言し、爆弾の解除料金について触れなかった。
同じ頃、盛岡駅では先行の東京行き「はやぶさ32号」（3032B）が車両トラブルで起動不能となり、上り線を支障していた。笠置は60号を盛岡駅手前で下り線に転線させようとするも、新函館北斗・秋田行き「はやぶさ・こまち27号」（3027B）と衝突の危険があった。笠置は当該車両の通過と60号の転線を成功させるため、少しでも時間を稼ぐべく、はやぶさ60号の松本に対して102 km/hまで速度を落とすよう指示した。双方の列車は互いの後部と前部を接触させながらも、60号は下り線に転線、盛岡駅を通過することに成功した。
等々力は、車内放送用のマイクを高市不在の車掌室で藤井より借り受け、爆弾の解除料金を自らのクラウドファンディングで募ることにしたことを報告した。乗客らはInstagram等のSNSでその事実を拡散し、身代金は集まっていった。
指令所では川越警部補たちが本件と50年前の1975年に発生したひかり109号爆破未遂事件（109号事案）との繋がりを疑い出していた。
60号が岩手県北上市を過ぎた頃、乗客で二人組YouTuber「金敵Good Luck」は、整備不良のヘリを小学校へ墜落させ児童の死者を出してしまったゴートゥーヘリサービス元社長・後藤正義が同乗していることを知り、クラウドファンディングの邪魔だと後藤を痛めつけ、その様子を生配信した。後藤は、間近にいた修学旅行生の一人である小野寺柚月に非常ブザーを押させた。乗客一同ヒヤリとしたが、ブザーは高市の業務用スマホを鳴らしたのみであった。高市は、意識を失った後藤を、乗車していた女性医師に協力を仰ぎ、安静にさせた。
指令所では新幹線運輸車両部マネージャー・山本由紀乃を迎え、60号救助作戦を立案した。60号が岩手県一関市を過ぎた頃に作戦は笠置により高市へ通達された。高市は作戦遂行のため車内放送で電気工事士に協力を求めた。作戦の第一段階は、9012B（E956形新幹線高速試験電車・ALFA-X）を併走させ、60号と乗務員室の扉同士で滑車付きロープを結び、工具等の授受を目指すもので、高市、アテンダントの二宮春香、櫻澤学園の柔道部員らで受け取りに成功、併走号は離脱した。第二段階は、宮城県宮城郡利府町の新幹線総合車両センター（幹総）副長の指示で60号側の第一種電気工事士・篠原圭造に作戦遂行時に非常ブレーキが作動しないよう電気系統の調整を行った上で、8・9両目間の連結器を切り離すものであった。切り離しは成功し、爆弾が仕掛けられた9両目は切り離し直後に爆発した。作戦最終段階は幹総の主務である元運転士の福岡祐希を乗せ、先頭車両を取り外した9014B新幹線（救出号）を宮城県仙台市の仙台駅～古川駅の間で側線から本線へ入れ、60号とドッキングの上乗客乗員を救出することだった。宮城県柴田郡大河原町付近で救出号は60号に追いつき、車輌間に簡易の橋をかけ、一旦殆どの乗員・乗客を救助することに成功した。
救助も終盤で、生徒・小野寺柚月が居ないことを知った教員・市川さくらが救出号から60号に戻った。加賀美と秘書の林広大も市川を追いかけ、成り行きで等々力も追随した。60号では後藤が暴れており、高市と藤井が苦慮していたが、加賀美が後藤を一喝、状況が落ち着いたことから高市は藤井の先導で乗客を救出号へ向かわせた。その時、電気系統の調整の甘さから救出号の非常ブレーキ機能が連動、60号のスピードが落ちてきた。双方の車輌に被害が生じる事態を回避すべく松本は急ブレーキをかけ、救出号を連結部に追突させることで連結およびブレーキ連動の切り離しを試みた。狙いは成功したが、衝撃のために破損した金属部品により藤井が重傷を負った。
柚月は60号内で発見された。乗員・乗客349名のうち340名が救出されたが、9名は60号に取り残された。指令所の佐々木はもう一度同じ作戦を行えばいいと訴えたが、車輌の構造上同じ作戦は出来ないと山本は断言した。60号は宮城県白石市の白石蔵王駅を通過したところで親への電話のためデッキへ向かう柚月の背中を見つめていた高市は扉横のポスターを見て新たな作戦を思いついた。60号が福島県伊達郡国見町を通過している頃、指令所では佐々木と笠置の意見が対立していたが高市が電話で思いついた作戦を話す。それは、東京駅で東北新幹線の線路を東海道新幹線へと繋ぎ、60号を鹿児島中央駅まで走らせて時間稼ぎを行い、その間に爆弾を解除するという作戦だった。佐々木は国土交通省の認可を取るべく作戦に協力する姿勢を示した。
60号のデッキでは柚月が父親の小野寺勉に電話をかけていた。勉は元警察官で、かつて109号事案の犯人のひとり古賀勝の自爆現場に臨場していたが、警察上層部は犯人に自爆を許した事実を隠し、勉が勝を射殺した英雄に仕立て上げていた。勉の人格は間違ったプライドと妻との死別により歪み、柚月を非人間的に扱っていた。柚月はいつしか「嘘の日常を壊す」という信念を抱くに至り、その手段として勉の手柄の象徴である新幹線を壊すため爆弾を仕掛けたと伝えた。勉は信用しなかったが、柚月はスマホからの操作で家を爆破、勉を殺害した。目的を果たした柚月は8号車に戻り、高市らの前で指令所に電話をかけ、自身が犯人であると自供し、60号に仕掛けた爆弾の解除方法「柚月の体内にある小型の心臓モニターが心拍を検知できなくなると爆弾が解除される」という仕組みを伝えた。
東京駅の東海道新幹線14番線ホームと東北新幹線23番線ホームでは、臨時の路線延長工事が大宮新幹線保線技術センター副所長である新庄一を中心に、JR東海とも協力の上で、最終承認を待たず開始された。
茂木らは柚月のInstagramのアカウントから頻繁に柚月と連絡を取り合っていた男のアカウントを絞り込んだ結果、大英興業に務める発破技士の男・古賀勝利に目をつけた。彼は109号事案の犯人である古賀勝の息子だった。川越は埼玉県警を向かわせ、勝利の身柄を確保した。
60号は爆弾を乗せたまま東京に近づいており、福島県二本松市を通過した。東京駅の臨時路線延長工事が政府との調整が合わず中止となり、指令所は絶望の空気に包まれる中、笠置はその旨を高市に知らせ60号の行く末を託した。高市は、意を決し柚月に歩み寄り、首を絞めようとするもとどまり彼女を抱きしめた。柚月は高市の人柄に触れ狼狽した。
川越は、埼玉県警にいる勝利にオンラインで取り調べ、爆弾を渡した動機は柚月への同情ではなく、「自身の父である勝の自決を汚した」ことへの復讐だと指摘した。さらに60号に残る爆弾が1、4、6号車の3箇所に仕掛けられていることを聞き出し、笠置と吉村に報告した。
笠置は、60号を止めるゼロ地点の検討中、川越の情報を得て新たな作戦を立案し、埼玉県久喜市の鷲宮信号場周辺での決行を決意した。笠置は、諏訪・高市・指令所をオンラインで繋ぎ作戦の概要を話す。他に方法はないと悟った諏訪は作戦に協力する旨を告げた。
60号が栃木県那須塩原市あたりを過ぎる中、8号車では乗客らは新たな作戦に備え、緩衝材となるものを集めていた。松本も速度を120km/hに固定させ、迎えに来た高市と共に8号車へ戻り共同作業に加わった。60号は、茨城県古河市を過ぎ、消防隊・救急隊ら関係者が集まる鷲宮に近づいていた。
作戦は遂行され、まず60号の7号車が鷲宮保守基地の52号転轍器に差し掛かる瞬間に同器が操作され、続いてその先の51号転轍器が操作された。7・8両目は、脱線することにより、1～6両目と切り離され、そのまま本線を進み、1～6両目は側線へと入った。1～6両目は、鷲宮分岐でスピードを失ったために3個の爆弾が次々と爆発し、炎上しながら防音壁を超えて地上に落下した。本線の7・8両目は容易には止まれず、乗員・乗客のいる8両目は横転した7両目に突っ込み同車両を大破させ、更に高速道路用の衝突衝撃緩衝具に突っ込み、ようやく静止した。
緊張の中、救助隊が8両目へ向かい全員の生存を確認、指令所は喜びと安堵の気持ちに包まれた。笠置は、喜びを胸にすぐさま大宮駅 - 小山駅間、仙台駅 - 古川駅間を運休とし、その他の路線での運転再開を指示した。
鷲宮信号場高架下では、高市が救援の様子を眺めていた。藤井は病院へ直ちに搬送された。警察に確保され救急車に乗った柚月は、待ち構えていた川越に古賀の本当の目的を聞かされるが否定した。しかし、等々力が行ったクラウドファンディングの目標金額達成画面を見せられ驚いた。高市は、視線に気づいた柚月と無言で見つめ合った。柚月の救急車が病院へ向かった後、高市は加賀美・林・等々力・後藤・市川たちに視線をうつした。毛布に包まった彼らは、高市を見つけお辞儀をしながら救急隊の案内で移動していった。
8号車に残った乗客の生存を改めて確認し終えた高市のところに、松本が笑みを浮かべ歩み寄り支援物資と制帽を手渡した。高市は「腹減ったな」と返した。二人は、駆けつけたJR東日本の職員たちに最高の敬意をもって迎えられたのであった。

## 沿革
2024年2月29日、1975年の映画『新幹線大爆破』がNetflix映画としてリブートされ、監督を樋口真嗣、主演を草彅剛が務めることが発表された。
2025年2月12日に東京都内で行われたNetflixラインナップ発表会「Next on Netflix 2025」で、ダイジェスト映像と共に同年4月23日に独占配信予定であることが発表された。
2025年3月5日、本作のティザー映像が公開され、草彅のほか、細田佳央太、のん、要潤、尾野真千子、豊嶋花、黒田大輔、松尾諭、大後寿々花、尾上松也、六平直政、ピエール瀧、坂東彌十郎、斎藤工の出演が発表された。
2025年4月2日、本作の本予告編と場面写真、キーアートが公開された。キーアートは『ストレンジャー・シングス 未知の世界』や『ONE PIECE』のアートワークを手がけ、自身も1975年版『新幹線大爆破』からインスピレーションを受けて制作された映画『スピード』を幼少期に鑑賞していたカイル・ランバートが手がけた。
2025年4月23日、本作品がNetflixで世界独占配信された。

## 制作

### 舞台
舞台を東海道・山陽新幹線から東北新幹線に移し、東京を発車する列車（ひかり109号）を舞台としたオリジナル版とは逆に、リブート版では東京へ向かう列車（はやぶさ60号）が舞台となる。舞台及び時代設定は違うものの、オリジナル版との繋がりも劇中内で明らかにされており、犯人の動機にもつながっている。
エグゼクティブプロデューサーの佐藤善宏によると、当初はオリジナル版に合わせる形で東海道・山陽新幹線を舞台にする方向で脚本を書いていた。しかし、リブート版の制作を知った東日本旅客鉄道（JR東日本）から「東日本大震災後の東北地方を世界中にアピールしたい」との熱意を受けたため、舞台を東北新幹線に変更することになった。

### 撮影
オリジナル版では当時の日本国有鉄道（国鉄）から制作協力を断られていたが、リブート版では前述の経緯もあって、JR東日本が特別協力しており、運転士や車掌、アテンダント役の俳優は社員から指導を受けたほか、実際の東北新幹線で撮影専用の貸切列車を7往復走らせた。駅構内や列車内での撮影時はJR東日本からJRのスタッフとしての振る舞いを求められたことを監督の樋口真嗣が宮城県仙台市で行われたトークイベントにて明らかにしている。
また、千葉県木更津市にある物流倉庫を貸し切り、倉庫内に実物大の新幹線車両セットを組んだ上で撮影した。爆破シーンについては福島県須賀川市にミニチュアサイズ1/6の新幹線車両を製作した上で、クライマックスのシーンは埼玉県蓮田市の蓮田市総合市民体育館にて、同市消防本部協力の下で、それぞれ撮影された。

### 出演者
監督の樋口真嗣は2000年代からオリジナル版のリブート製作を計画しており、その主演として過去に『日本沈没』（2006年公開）でタッグを組んだことがある草彅を起用することを予定していた。しかし、草彅が当時所属していたジャニーズ事務所（現・STARTO ENTERTAINMENT）のアイドルグループ「SMAP」の解散及び新事務所（CULEN）立ち上げに伴い、各映画会社がジャニーズ事務所並びにその創業者であるジャニー喜多川に忖度し、草彅の起用を躊躇したため、この構想は実現できずにいた。その後、自由度や雰囲気が良く、巨額の予算を投じることができるNetflixの登場により、このリブート版の製作及び草彅の起用が実現した。樋口はDeadline.comの取材に対して、「Netflixはエンターテインメント業界におけるあの大きな政治的駆け引きを飛び越えることができた」とコメントしている。
また、オリジナル版では千葉真一が演じていた新幹線の運転士役について、女性の社会進出により、女性の運転士が増えている現状などを踏まえて、リブート版では女性の俳優に演じさせることを決めた。樋口は草彅と同じく、過去に一緒に共演経験があるのんを起用した。
樋口はアメリカのエンターテインメント専門誌「ハリウッド・リポーター」とのインタビューにおいて、不祥事にまみれた政治家や金に固執しているYouTuber、命に対する感謝や希望を持っていない女の子などといった、何かしらの欠点を持つ人物を多数登場させたが、劇中において、誰一人死亡しないように心がけたと述べている。
この他、オリジナル版のキャラクターの子孫や関係者という設定のキャラクターも登場するほか、オリジナル版から高倉健、山本圭らがライブラリ出演している。

### 実際の新幹線との差異
映画と実際の新幹線で異なる部分もいくつかあり、以下に挙げる。
- 映画では新幹線の指令所（JR東日本新幹線統括本部）に巨大な総合表示盤（通称：屏風）が設けられているが、実際の指令所の表示盤は数年前に撤去されており、各指令員のモニターに随時情報が表示される形式となっている。監督を務めた樋口真嗣の「どうしても双眼鏡で屏風を覗くシーンを取り入れたかった」という理由から、映画では屏風を導入した[20]。
- 作中に登場するE5系の運転台は、防犯上の観点からディスプレイの表示内容や機器配置等が一部実車から変更されており、速度表示ディスプレイにおいては｢超特急｣｢特急｣｢回送｣等といったオリジナル版に登場する0系の運行番号設定器をオマージュしたと思われる表示が加えられている。
- 東北新幹線は騒音対策のため防音壁が高く、特に仙台以南では景色が遮られてしまうことが多いため、一部の走行シーンは仙台以北で撮った絵面のいい場所を選んで差し替えている。樋口は「お目こぼし願います」と語っている[18]。
- 線路上での撮影については、JR東日本の設備ではなく「新幹線の線路幅と同じ規格の線路を持つメーカー」に協力してもらい、撮影を行った[18]。
- クライマックスで登場する鷲宮信号場は東北本線・東鷲宮駅付近に実在する信号場だが、実際には東京側に線路が繋がれており、劇中の進行方向から入線することは出来ない。なお、分岐線は保守車両専用のため電化されていないが、劇中でE5系は惰性で進入している。
- 東北新幹線は交流50Hz、東海道新幹線は60Hzと商用周波数が異なり、E5系は複周波数に対応していないことから実際には東海道新幹線を走行することはできない[21]。作中では複周波数に対応した北陸新幹線向けのE7系を用意し、はやぶさ60号のE5系と連結して走行する旨が作戦遂行時に指令員の確認作業の会話の中で行われている。ただし、この周波数の問題を解決したとしても、東海道新幹線は東京駅を出発後、カーブが連続するため、並走する品鶴線（横須賀線）の西大井駅付近まで速度が100km/h以内に制限されている他、多摩川橋梁から武蔵小杉駅（横須賀線ホーム横を通過）にかけての東海道新幹線一の急カーブで110km/hに制限されるため、100km/h以下に落とせない列車を通過させることは危険である。

## キャスト

### JR東日本

#### はやぶさ60号
高市和也〈49〉
演 - 草彅剛
2003年4月にJR東日本に入社し、盛岡新幹線運輸区所属。青森県出身で、妻子持ち。
はやぶさ60号（5060B）には本務車掌として乗務した。車内の混乱と爆発の回避のため奔走する。
公私共に正義感に溢れた性格で、「安心安全を守ることが俺達の仕事」という信念の元、いかなるトラブルやアクシデントにも冷静沈着に対応し乗客に対しても分け隔てなく対等に接する。笠置等が立案した作戦に対しても積極的に協力し、東京駅での東海道新幹線への接続工事の際には自ら作戦を立案する。
藤井慶次〈24〉
演 - 細田佳央太
2021年4月にJR東日本に入社し、盛岡新幹線運輸区所属。群馬県出身。
はやぶさ60号（5060B）には便乗車掌として乗務した。乗客等に対しては時に激情的になったり、予期せぬアクシデントの際には半ばパニックに陥るなど新米故に車掌として未熟な一面もあるが、車掌としての心構えについては本人なりに理解しており、高市もそれらの姿勢については評価している。
救出号（9014B）への避難の際に後藤を肩に担いで渡ろうとするも、車両同士の間で繋げた橋が非常ブレーキにより崩壊し、その際に衝撃で破壊した鉄筋が背部に刺さり瀕死の重症を負う。
松本千花〈30〉
演 - のん
2018年4月にJR東日本に入社し、盛岡新幹線運輸区所属。岩手県出身。
はやぶさ60号（5060B）には運転士として乗務した。指令所から爆弾に関する電話を受けた際には動揺しつつ、笠置からの指示の上でATCを解放、列車を時速120kmまで減速させて速度の調整・維持を続ける。
様子を見に来た高市に対してはチーズバーガーとアップルパイが欲しいと戯けた要求をしつつ「死んでも止めませんから」と誓う。
二宮春香
演 - 大原優乃
はやぶさ60号のアテンダント。併走号（9012B）からの機材搬入や、9・10号車の切り離し、救出号（9014B）への乗客の移動の際には高市等と協力する。

#### 新幹線総合指令所
笠置雄一
演 - 斎藤工
JR東日本新幹線総合指令所の総括指令長。
冷静な判断力を持ちながら時に情熱的であり、警察や政府等とも連携の上で爆発の回避や乗客救出のために作戦を立案し遂行する。
千葉亮太
演 - 村本明久
輸送指令長。
永野
演 - 森優作
輸送指令員（盛岡台担当）。
五木
演 -  木原勝利
輸送指令員（仙台台担当）。
向井悟
演 - 青柳尊哉
輸送指令員（大宮台担当）。
奈良正美
演 - さかたりさ
輸送指令員（東京台担当）。
石川
演 - 佐藤貢三
副長。
村山
演 - 志武明日香
輸送指令員。
指令員
演 - 小野田せっかく
指令員。
岡野
演 - 仲田充宏
総合指令所の情報管理指令長。

#### その他JR東日本関係
吉村慎之介
演 - 大場泰正
JR東日本新幹線統括本部長。
犯人からの爆破予告を受けて爆発回避や列車運行等の対応を笠置に任せ、自身は犯人との交渉や警察及び政府との連携に回る。
山本由紀乃
演 - 西野恵未
JR東日本新幹線運輸車両部マネージャー。総合指令所に赴き、笠置等の作戦を車両構造等の技術面から支える。
運転士
演 - 高柳良一
救援列車「ALFA-X9012B」（高速試験車）の運転士。
福岡祐希
演 - 尾上松也
爆弾の仕掛けられたはやぶさ60号を救出するべく9014Bの運転に駆り出された幹総（新幹線総合車両センター）主務（元運転士）。
車内アナウンス
声 - ゆりやんレトリィバァ
救出車両において車内アナウンスを行う。
戸塚雅史、作業員
演 - 島津健太郎、白石和彌
9014Bとはやぶさ60号の連結作業をする幹総の副長と作業員。
福井弘孝
演 - 北岡龍貴
JR東日本統括本部。吉村慎之介の部下。
宮下、上司、女性職員
演 - 有沢雪、杉山ひこひこ、杉原技利香
はやぶさ60号の爆破予告を受けるJR東日本ご意見承りセンターの職員。
副長
演 - キンタカオ
宮城県宮城郡利府町の新幹線総合車両センター（幹総）の副長。はやぶさ60号の連結をはずす手順を車内の高市車掌と第一種電気工事士に指示する。
新庄一
演 - 田中要次
はやぶさ60号を救出するため招集された保線担当者。大宮新幹線保線技術センター副所長。
職員1
演 - 山田百次
青ヱ森鉄道 青森東駅 運行管理課職員。
副長
演 - 武末志朗
盛岡支社 鉄道事業部 副長。盛岡での逆線運転を見守る。
作業員
演 - 足立公良、大庭功睦、中川和博
保線担当者として鷲宮保守基地51号転轍器の作業をする大宮新幹線保線技術センター社員（転換作業員）たち。
社員
演 - 吉村圭太
JR東日本の社員。鷲宮に駆け付け、無事帰還した高市を抱きしめた。

### はやぶさ60号乗客
等々力満〈40〉
演 - 要潤
はやぶさ60号（5060B）の9号車（グリーン車）に乗っていた起業家YouTuber。本名はサトウヨシヒロ。島根県出身。
青森県には、自身の本である「ニートで大富豪」の講演会や県議との会食のために訪れていた。
政府よりも先に解除料についての行動を起こし、自身のファンドでクラウドファンディングを行った。
加賀美らが気になり、立ち上がった際の成り行きで60号へ向かい、そのまま取り残された。
加賀美裕子〈41〉
演 - 尾野真千子
はやぶさ60号の9号車に乗っていた衆議院議員。共和党選挙対策委員長。埼玉県出身。
ママ活不倫疑惑がスクープされ、「ママ活先生」と呼ばれる。
自身のイメージは最低だったため、そのイメージの挽回のために積極的に動く。
青森県には講演会のために訪れており、その帰り盛岡へ行く途中で事件にあった。
柚月を探しに行ったさくらを追いかけたため、60号に取り残された。
林広大〈45〉
演 - 黒田大輔
はやぶさ60号の9号車に加賀美と共に乗車した秘書。埼玉県出身。前日から加賀美に同行していた。
さくらを追いかけてはやぶさ60号に戻った加賀美について行ったため、はやぶさ60号に取り残された。
小野寺柚月〈16〉
演 - 豊嶋花
はやぶさ60号の6号車に乗っている臺葉工大附属高等学校からの修学旅行生。神奈川県秦野市渋沢在住。救出号に乗り遅れたため、はやぶさ60号に取り残された。
正体は今回の事件の首謀者。小野寺勉の娘で、9年前に母親が他界してから精神・肉体的虐待を受けていた。やがて勉を恨むようになった上、家庭の事情を知りつつも根本的な解決に乗り出さなかった市川の事情も相まって、自身が我慢することで成り立つ「嘘の日常」を壊して人々がパニックになる光景を望むようになる。そして、恨む勉の象徴たる新幹線を爆破するべく、古賀勝利の協力を得てはやぶさ60号へ爆弾を仕掛けて一連の事件を引き起こす。恨んでいた勉を家ごと爆破して葬り去った後に指令所に電話をかけて自分が犯人であることを自供した。
持病の合併症に備えて小型の心臓モニターが体内にあり、自身が死亡して心拍が確認できなくなったら爆弾は解除されると明かした。
後藤正義〈51〉
演 - 松尾諭
はやぶさ60号の8号車に乗っていたゴートゥーヘリサービスの元社長。東京都出身。
1年前の末に整備不良のヘリを使用し、青森市の小学校に墜落する事件を起こし、小学生を含む8人が死亡した。そのことで業務上過失致死傷罪で書類送検されていた。
事件前日から青森に滞在していたが、その理由は不明。救出号との接続部が崩壊してしまったことで60号に取り残された。
市川さくら〈28〉
演 - 大後寿々花
はやぶさ60号の6号車に修学旅行生と共に乗車した臺葉工大附属高等学校の教員。
救出号に生徒と共に乗り移った際、柚月がいないことを知り、60号に戻ったため取り残された。
野坂
演 - 今野浩喜
はやぶさ60号の乗客。爆発物が仕掛けられたのは高市らの責任だと苦情を入れた。
医師
演 - 前田愛
はやぶさ60号に乗り合わせた医師。怪我を負わされた後藤を診察した。
篠原圭造
演 - 六平直政
はやぶさ60号に乗り合わせた第一種電気工事士。
救出作戦時に電気工事、連結解除を行った。
篠原和子
演 - 屋敷紘子
圭造の妻。眠っていた圭造を叩き起こし、高市の元へ向かわせた。
綿貫葵
演 - 中島瑠菜
臺葉工大附属高等学校の生徒。柚月と仲が良い。等々力のクラウドファンディングに協力するよう真っ先にSNSに動画を拡散した。
金本、島
演 - 岡部ひろき、金子鈴幸
動画配信チーム「金敵Good Luck」の紫髪・青髪コンビ。
後藤をほかの乗客とともに痛めつける様子をライブ配信したが、やりすぎてしまったために意識を失わせてしまった。
このことを少し気に病んだ金本が救出号に行く手伝いをしようとしたが、後藤にゴルフクラブで殴られた。
武井、青山穂花、紗奈
演 - 増田怜雄、中山ひなの、佐月絵美
柚月と共に修学旅行ではやぶさ60号に乗車した臺葉工大附属高等学校の生徒たち。
高校生
演 - 南雲聖広、桜木莉子、松永翔一、平井こと
柚月のクラスメイトで、臺葉工大附属高等学校の修学旅行生。
女の子
演 - 西原紬
後ろの席に座る加賀美裕子を見て、ママ活先生だと気づく。
女性
演 - 大塚かなえ
「揺れるってどういうこと」と藤井に不安を打ち明ける赤ん坊を抱いた女性。
ツキテラ
演 - 藤田梨々花、羽﨑ほの
はやぶさ60号に乗り合わせたアイドル。
男性客
演 - 髙木公佑、内藤聖羽
一旦乗り移った救出号から加賀美たちがはやぶさ60号に戻るのを見て「等々力さんも行くんですか? 」と嗾け、成り行きで戻る羽目になった等々力を「勇気がある」と称賛する。
乗客
演 - 河合恭嗣、星直実
60号の乗客たち。

### 警察関係者
川越吉晴
演 - 岩谷健司
警視庁警部補・捜査一課特殊犯捜査係。はやぶさ60号に爆弾を仕掛けた犯人を追う。
茂木剛
演 - 谷口翔太
川越と共に犯人を追う刑事。新幹線総合指令所に赴く。
刑事
演 - 國本鍾建、月川修、山澤亮太、志田美由紀
捜査一課特殊班捜査係の捜査員たち。

### 政府関係者
諏訪茂
演 - 坂東彌十郎
内閣官房長官。渡米中の首相に代わり政府のトップの存在として登場。「テロリストの要求には応じない」と会見で要求に応じない様子を見せる。
佐々木健太郎
演 - 田村健太郎
総理補佐官。新幹線総合指令所に赴き、政府の立場からはやぶさ60号及び犯人への対応を行う。笠置等とは対応を巡って対立するが、政府に協力を求められた際には最大限に助力する。

### 109号事案の関係者
沖田哲男
演 - 高倉健（ライブラリ出演）
1975年のひかり109号爆破未遂事件、通称・109号事案の首謀者。
茂木が発見した当時のニュース映像に羽田空港の対岸で射殺される瞬間が収められていた。
古賀勝
演 - 山本圭（ライブラリ出演）
勝利の父で、109号事案の犯人グループのひとり。
アジトである沖田の廃工場で警察官に囲まれ、警察に捕まるぐらいならとダイナマイトで自爆した。しかしその事実を隠蔽したい警察により、その死は小野寺勉によって射殺されたものとされている。
大城浩
演 - 織田あきら（ライブラリ出演）
109号事案の犯人グループのひとりで、沖田が経営していた町工場の元社員。
茂木が発見したニュース映像にバイクで逃走中の様子が映されていた。
須永
演 - 丹波義隆
109号事案時の警察庁刑事部長。茂木が発見した当時のニュース映像に会見の様子が映っていた。
小野寺勉
演 - 森達也
元警察官で柚月の父。神奈川県秦野市渋沢在住。
109号事案時、古賀の自爆の事実を隠蔽するべく、警察当局によって古賀を射殺した張本人に仕立て上げられた人物で、それを利用して事あるごとに自身を英雄だと吹聴していた。娘の柚月にも事件を隠蔽された真相を含めて執拗に聞かせ続けた上、9年前の妻の死後は精神・肉体的虐待を日常的に繰り返すようになり、そのせいで柚月によって恨まれた上に新幹線爆破を計画する元凶となってしまった。
はやぶさ60号の事件発生時は109号事案の犯人の残党が自分への復讐のために計画したものと思っており、柚月からの電話口でも犯人を殺してやると息巻いていたが、最終的に電話で柚月から真相を告げられた上に彼女によって自宅ごと爆破されて死亡する。
古賀勝利
演 - ピエール瀧
発破技師。ひかり109号爆破未遂事件を起こした犯人の一人である元過激派・古賀勝の息子。埼玉県在住。
柚月とSNSで知り合い、その環境に同情したことや父の死を汚し続ける勉への復讐心もあり、彼女に協力して爆弾を提供する。

### 報道関係者
福田記者、その他記者
演 - 中村加弥乃、細貝光司
諏訪官房長官会見の質問で、人命の扱いを問うた日東新聞の記者福田と、続いて諏訪を責める記者。
笠井信輔（ワイドショー司会者）
演 - 笠井信輔（本人役）
ワイドショーのメインキャスター。はやぶさ60号車内の等々力に対し、クラウドファンディングの問題点を問う。
ワイドショーサブキャスター、コメンテーター
演 - 大坪奈津子（本人役）、南田裕介（本人役）、村井美和（本人役）
仙台中継リポーター、ディレクター
演 - 神谷文乃、イワゴウサトシ
はやぶさ60号の仙台駅通過を駅近くのビル屋上から中継する。
アナウンサー
演 - 八重樫佑太
はやぶさ60号について報道するアナウンサー。

### 役名不明
- 役名不明：秋山真澄[87][注釈 2]、坂本和美[88][注釈 2]

## スタッフ
参照
- 原作：東映映画『新幹線大爆破』（1975年）
  - 監督：佐藤純彌、脚本：小野竜之助／佐藤純彌
- 脚本：中川和博、大庭功睦
- 准監督：尾上克郎
- プロデューサー：石塚紘太
- ラインプロデューサー：森賢正
- 撮影：一坪悠介、鈴木啓造
- 照明：浜田研一
- 録音：田中博信
- 美術：佐久嶋依里、加藤たく郎
- 装飾：松下利秀
- スタイリスト：伊賀大介
- ヘアメイク：吉川なるみ、会川敦子
- スタントコーディネーター：田渕景也、掛川将希
- 編集：梅脇かおり、佐藤敦紀
- VFXスーパーバイザー：佐藤敦紀
- Compositing Supervisor：白石哲也
- ポストプロダクションスーパーバイザー：上田倫人
- カラリスト：石山将弘
- リレコーディングミキサー：佐藤宏明 (molmol)、田中章義、米津裕二郎
- 音響効果：荒川ひろし
- スクリプター：増子さおり
- キャスティング：杉野剛
- 助監督：中山権正
- 制作担当：斉藤大和
- Cカメラ：尾上克郎
- メカデザイン：髙倉武史
- プロップデザイン：庵野秀明
- 画コンテ：樋口真嗣
- セカンドユニット
  - 監督：尾上克郎
  - 撮影：鈴木啓造、岡本純平
  - 照明：山﨑豊
  - 美術：三池敏夫
  - 特殊効果・操演：関山和昭、中山亨
  - スクリプター：増子さおり、本田実那
  - 助監督：小串遼太郎
  - 制作担当：みまつたかし
  - 制作部応援：高柳優一
  - 撮影応援：田口清隆
- 音楽：岩崎太整、yuma yamaguchi
- ミュージックスーパーバイザー：千陽崇之
- 特別協力：東日本旅客鉄道株式会社、株式会社ジェイアール東日本企画
- 原作協力：東映株式会社
- 制作プロダクション：Episcope
- 製作：Netflix
- 監督：樋口真嗣

### ノンクレジット
- エグゼクティブ・プロデューサー：佐藤善宏（Netflix）[89][90]

## 主な登場車両
新幹線E5系電車
本作の主な舞台となる「はやぶさ60号」（5060B）のほか、盛岡駅で下り線を走行してくる「はやぶさ・こまち27号」（3027B）、乗客救出のために新幹線総合車両センターから出発する救出号（9014B）として登場。
新幹線E6系電車
盛岡駅で下り線を走行してくる「はやぶさ・こまち27号」（3027B）として登場。
新幹線E956形電車「ALFA-X」
「はやぶさ60号」（5060B）への機材搬入のための併走号（9012B）として登場。
新幹線H5系電車
盛岡駅にてバードストライクによるパンタグラフの損傷で起動不能となった「はやぶさ32号」（3032B）として登場。
また、撮影用に組まれた車内セットの一部部品は、2022年3月16日に発生した福島県沖地震で被災し社員教育用編成に転用されたH2編成の廃車発生品をJR北海道より借用し使用している。
新幹線E2系電車
救出号（9014B）出発時に新幹線総合車両センター構内の停泊車両として登場。
また、撮影用に組まれた車内セットのうち衝突により破損した座席については、当系式の廃車発生品から座席モケット等を交換し使用している。
鹿島臨海鉄道KRD形ディーゼル機関車
青ヱ森鉄道青森東駅構内の入換機関車として登場。
貨物2074列車を牽引する。
その他、東京駅路線延長工事の際に、駅構内の停泊車両として新幹線E7系電車と新幹線N700系電車が登場する他、109号事案のニュース映像としてオリジナル版から新幹線0系電車が登場する。

## 評価
配信開始1週間後（2025年4月30日）にNetflixから発表された非英語映画の週間グローバルチャートにおいて、全世界で2位、制作国の日本を始め、4の国と地域にて1位をそれぞれ獲得した。
配信2週目となる非英語映画の週間グローバルチャートでも全世界で2位を獲得。日本でも春の大型連休（ゴールデンウィーク）期間中に視聴者が急増したこともあり、1位を維持した。
配信3週目の非英語映画週間グローバルチャートは全世界で6位にランクダウンしたが、日本では1位を維持した。韓国でも本作品の配信開始以来、「今日の映画TOP10」にて首位を維持していることを同国メディアが報じている。
配信4週目の非英語映画週間グローバルチャートは全世界で10位にランクダウンしたが、日本では1位を維持している。
配信5週目の非英語映画週間グローバルチャートは全世界で5位にランクアップした。
配信6週目の非英語映画週間グローバルチャートはトップ10から外れて圏外になった。